# Anschlag in der Kirche St. Peter und Paul (Kairo)

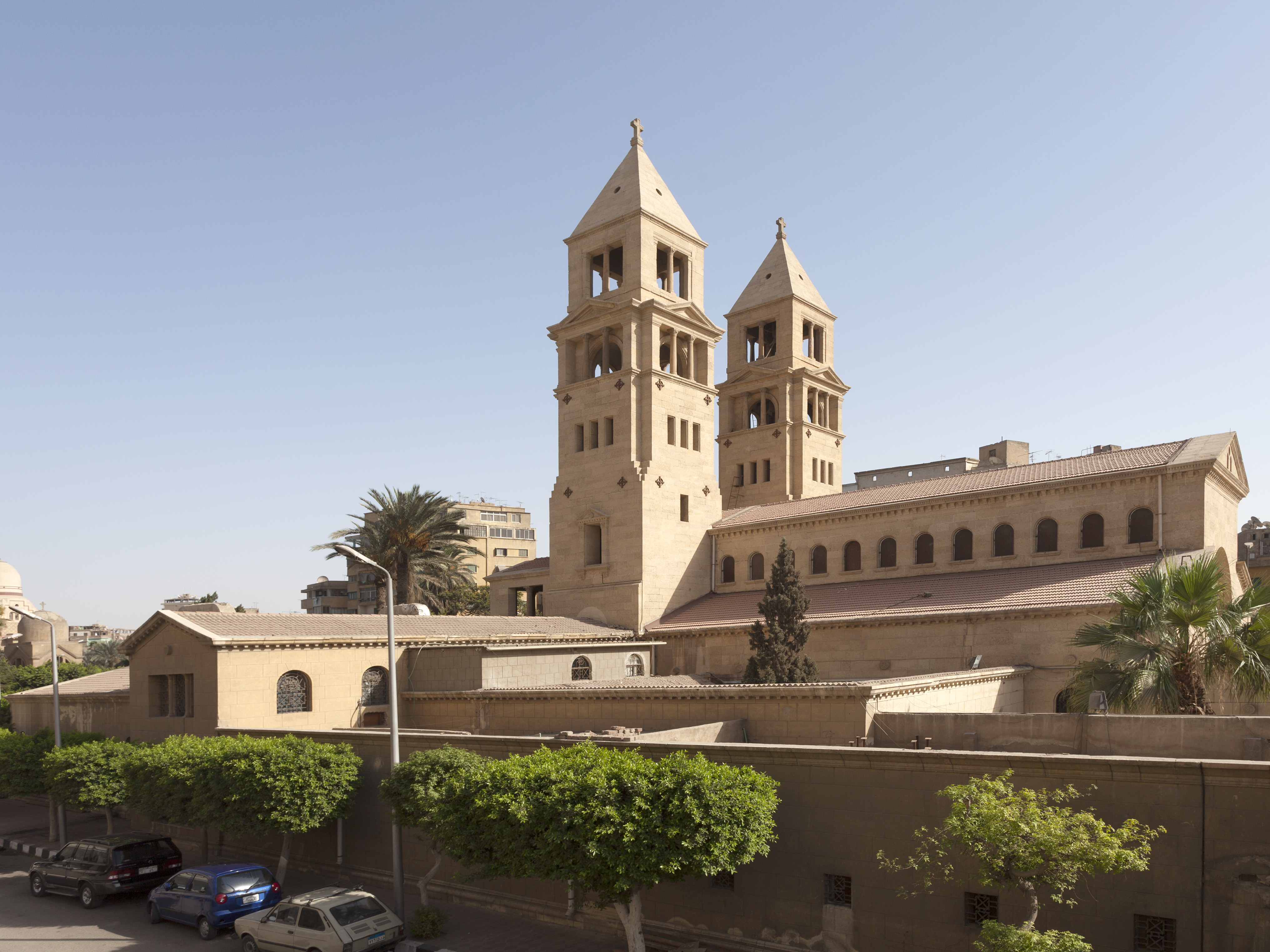
Die Kirche Hl. Peter und Paul (2010)

Bei einem Anschlag in der Kirche St. Peter und Paul in Kairo am 11. Dezember 2016 wurden 28 Menschen getötet und etwa 35 Personen verletzt. Zu dem Anschlag bekannte sich zunächst niemand. Später bezeichnete sich die Organisation „Islamischer Staat“ als Urheber.
Während der Sonntagsmesse gegen 10 Uhr explodierte am 11. Dezember 2016 ein Sprengsatz. Zunächst war unklar, ob die Bombe von außen in die Kirche des Hl. Peter und Paul geworfen wurde oder ob sie im Inneren des Gebäudes explodierte. Ermittlungen ergaben, dass sich ein 22-jähriger Mann mit einem Sprengstoffgürtel im Inneren der Kirche selbst in die Luft gesprengt hatte. Laut der Terrormiliz Islamischer Staat handelte es sich hierbei um Abu Abdallah al-Masri, der in deren Auftrag gehandelt habe.
Die meisten Opfer des Anschlages waren Frauen und Kinder. Die Bombe soll etwa 12 kg TNT enthalten haben.
Zwei Tage nach dem Anschlag nahmen die Behörden vier Verdächtige fest.
Die Kirche Hl. Peter und Paul grenzt an die zentrale Markuskathedrale. Die Hl.-Markus-Kathedrale, eine der größten christlichen Kirchen in Kairo, ist Sitz des Patriarchen der koptisch-orthodoxen Kirche. Sie steht im Zentrum der ägyptischen Hauptstadt. Zum Zeitpunkt des Anschlages war Tawadros II. Patriarch der Koptischen Kirche.

## Hintergrund
Die Kopten sind die größte christliche Glaubensgemeinschaft im Nahen Osten; in Ägypten machen sie etwa zehn Prozent der 90 Millionen Einwohner aus. Die christliche Minderheit war immer wieder gewaltsamen Übergriffen ausgesetzt, besonders in kleineren Städten und Dörfern Oberägyptens war sie 2016 alltäglich. Christliche Kirchen und Einrichtungen werden in Ägypten von staatlichen Sicherheitskräften geschützt. Der Staatschef Abd al-Fattah as-Sisi rechtfertigt seit seiner Amtsübernahme die Unterdrückung von Oppositionellen, Medien und Bürgerrechtlern damit, dass nur rigide Maßnahmen Sicherheit in Ägypten aufrechterhalten könnten und präsentierte sich ausdrücklich als Schutzpatron der Christen im Land. Papst Tawadros II. hatte sich demonstrativ hinter Sisi gestellt, als dieser 2013 den gewählten islamistischen Präsidenten Mohammed Mursi aus dem Amt entfernte. In den Wochen nach Mursis Sturz brannten radikale Islamisten in ganz Ägypten Kirchen und Geschäfte von Christen nieder.
Das Attentat in Kairo ist das schwerste auf eine Kirche in Ägypten seit 2011. Damals kamen am Neujahrstag mehr als 20 Menschen ums Leben, als eine Bombe in einer Kirche in Alexandria explodierte. Der ARD-Korrespondent Volker Schwenck wies darauf hin, dass der ägyptische Ableger des Islamischen Staates bisher vor allem das ägyptische Militär und die Polizei angegriffen habe. Nun stünden vielleicht Angriffe auf die koptische Minderheit bevor.

## Reaktionen
Kopten demonstrierten spontan nach dem Anschlag für mehr Sicherheit. Der ägyptische Innenminister Magdy Abdel Ghaffar besuchte den Anschlagsort am gleichen Tag noch. Er musste sich einem Sturm von Beschimpfungen und Rücktrittsforderungen von anwesenden Kopten stellen. Demonstranten hinderten ihn daran, das Kirchengebäude zu betreten.
Nach dem Anschlag auf die Kirche rief Staatspräsident Sisi eine dreitägige Staatstrauer aus. Auch die Feierlichkeiten zum Geburtstag des Propheten Mohammed sollten nur in eingeschränkter Form stattfinden. Er sagte: “Der Terror richtet sich gegen die Kopten und Muslime in unserem Land. Ägypten wird aus dieser Situation geeinter und stärker hervorgehen”.
In der Folge gedachten in mehreren Städten Deutschlands koptische Christen der Opfer der Anschläge.
Am 2. März 2017 besuchte die Bundeskanzlerin Angela Merkel auf ihrer Ägyptenreise den Ort des Anschlages und legte zum Gedenken der Opfer in der Kathedrale eine Blume nieder.